# Halani 1
Halani 1 (biał. Галяні 1; ros. Голени 1, pol. hist. Holenie) – wieś na Białorusi, w obwodzie mohylewskim, w rejonie mohylewskim, w sielsowiecie Padhorje.
Do 1917 położona była w Rosji, w guberni mohylewskiej, w powiecie czauskim. Była wówczas siedzibą zarządu wołości Holenie. Następnie w granicach Związku Sowieckiego. Od 1991 w niepodległej Białorusi.